# Ossian (gruppo musicale ungherese)
Gli Ossian sono un gruppo Heavy metal ungherese, fondato dal bassista Endre Paksi, che ha suonato nei Pokolgép. sono, insieme a questi ultimi citati, tra i gruppi ungheresi più influenti dell'Ungheria

## Discografia
- 1988: Acélszív
- 1989: Félre az útból!!!
- 1990: A Rock katonái
- 1991: Ítéletnap
- 1992: Kitörés
- 1993: Emberi dolgok
- 1994: Keresztút
- 1999: Fémzene
- 2000: Gyújtópontban
- 2001: Titkos ünnep
- 2002: Árnyékból a fénybe
- 2003: Hangerőmű
- 2004: Tűzkeresztség
- 2005: A szabadság fantomja
- 2007: Örök tűz